# Trichoparmenonta hoegei
Trichoparmenonta hoegei är en skalbaggsart som beskrevs av Stefan von Breuning 1943. Trichoparmenonta hoegei ingår i släktet Trichoparmenonta och familjen långhorningar. Inga underarter finns listade i Catalogue of Life.